# Epidonta brunnea
Epidonta brunnea är en fjärilsart som beskrevs av Rothschild 1917. Epidonta brunnea ingår i släktet Epidonta och familjen tandspinnare. Inga underarter finns listade i Catalogue of Life.